# Edificas
Edificas (Échange de données informatisé fiscales, informationnelles, comptables, analytiques et d'audit, et sociales) est une association française regroupant des professionnels de la comptabilité et de l'informatique dont l'objectif est de réaliser des travaux techniques de normalisation pour le compte de ses membres.
Accréditée comme communauté sectorielle comptable par l'organisme de coordination EDIFRANCE, EDIFICAS bénéficie d’une reconnaissance par la Commission européenne et d’un statut européen délivré par l’e-BES et international par l'ONU (CEFACT).
Ses travaux l'ont conduit dans les années 90 à normaliser l'écriture comptable (message ENTREC), le plan comptable (message CHACCO), le grand livre (message LEDGER), la balance comptable (message BALANC) et le reporting (message INFENT) dans le monde EDIFACT. Son objectif à présent est de réaliser la même normalisation dans le monde ebXML (accounting entry en cours de test).

## Historique
Créée en 1992, l’association EDIFICAS, pôle national de compétence EDI en matière de comptabilité, d’audit et de social, regroupe des partenaires économiques français, privés comme publics, intéressés ou impliqués dans la mise en place de la stratégie EDI, sur les plans national et européen comme international.
Cette association, constituée à l’initiative de l’Ordre des experts-comptables, a pour objet de promouvoir l’EDI en matière financière, informationnelle, comptable et d’audit, analytique et sociale. À ce titre, EDIFICAS s'aide de normes internationales appelées EDIFACT tout en préparant déjà sa migration vers les standards XML.
À ce jour, EDIFICAS a déjà délivré de nombreuses attestations de conformité concernant EDI-TDFC et EDI-TVA (téléprocédures des déclarations fiscales annuelles et de TVA), étudie une procédure EDI concernant l'Impôt sur le revenu et s’apprête à mettre en œuvre la téléprocédure EDI-COMPTA pour faciliter les échanges de messages comptables.

## EDI, technique de communication
L'EDI offre une technique de communication qui se propage actuellement dans tous les secteurs de l'économie (agriculture, assurance, automobile, chimie, commerce, comptabilité, construction, finance, informatique, juridique, transport, secteur public, etc.) et également dans toutes les fonctions de l'entreprise (achats, ventes, banques, production, transport, reporting, consolidation, etc.).
Il s’appuie sur une norme internationale qui, par son langage appelé EDIFACT, vise à résoudre les problèmes tenant à l'hétérogénéité du parc informatique (matériel et logiciel) et à l'intégration des nouvelles technologies de l'information et de la communication. D’ores et déjà, des ponts sont lancés sur les recommandations XML pour assurer la pérennité des services.
La pratique de l'EDI permet de remplacer les systèmes actuels de communication sur support papier ou magnétique, à la fois coûteux et peu efficaces, par des échanges de messages structurés entre les différentes applications informatiques. Elle favorise l'intégration de la comptabilité existant déjà dans les différentes chaînes fonctionnelles de l'entreprise.
Il ne faut pas confondre EDI, technique de communication, et EDIFACT, un métalangage. Il faut par contre opposer EDI et EFI. En EDI, on peut trouver des métalangages comme EDIFACT, ebXML et XBRL.

## Normes UN/CEFACT Edifact
EDIFACT : Electronic Data Interchange For Administration Commerce and Transport. Cette norme internationale, utilisée pour l’Echange de données informatisé (EDI), est la norme UN/CEFACT maintenue et coordonnée par le Centre pour la facilitation des procédures et pratiques dans l’administration, le commerce et les transports (CEFACT) en collaboration avec ISO/TC 154-UN/CEFACT.
La norme EDIFACT est utilisée de façon prédominante dans le monde entier. Aux États-Unis, elle est désormais préconisée pour les échanges avec l’administration.
En France, cette norme a été adoptée par la DGI dès 1997 suivant en cela la lettre circulaire du Premier ministre.
Les normes BALANC (balance), CHACCO (plan de comptes), ENTREC (écriture comptable), INFENT (comptes annuels ou liasse fiscale ou dossier de gestion) et LEDGER (grand livre) ont été mises au point dans cet esprit. Elles permettent d'importer (ou d'exporter) des fichiers comptables d'un système informatique à un autre : reprise d'une balance ou en cas de changement de système d'exploitation ou de progiciel de comptabilité.

## Normes UN/CEFACT XML
Les normes UN/CEFACT XML viennent d'être approuvées pour les messages suivants : ENTRY pour l'écriture comptable, LEDGER pour le grand livre, CHART OF ACCOUNTS pour le plan de comptes, FINANCIAL REPORTING pour les comptes annuels et les états financiers et ACCOUNTING MESSAGE pour identifier les intervenants dans un interchange, le dossier traité et les paramètres du dossier traité.
En préparation, il reste à normaliser la pièce comptable (BUNDLE COLLECTION), message qui servira également pour l'archivage électronique, la liste des journaux utilisés par une entreprise (ACCOUNTING JOURNAL) (Prévision 2011).
Ainsi, l'ensemble de la comptabilité et de l'organisation comptable d'une entreprise pourra être immatérialisé en XML.

## Procédure d'attestation de conformité
Afin de faciliter la phase d’exploitation de la procédure EDI-TDFC, notamment en période fiscale, et d'éviter des anomalies de syntaxes EDIFACT dans les messages, une procédure obligatoire d'attestation de conformité de la structure des fichiers est mise en place.
Cette procédure donne lieu à la délivrance d’une attestation de conformité émise par EDIFICAS. Le répertoire des attestations de conformité délivrées est détenu par EDIFICAS. Il est consultable sur son site Web.